# أ. إي. لندن
أ. إي. لندن (بالإنجليزية: Anne E. London)‏ هي فنانة أمريكية، ولدت في 31 ديسمبر 1957.